# Nystalea drucei
Nystalea drucei är en fjärilsart som beskrevs av William Schaus 1901. Nystalea drucei ingår i släktet Nystalea och familjen tandspinnare. Inga underarter finns listade i Catalogue of Life.